# اف‌وی۱۰۱ اسکورپیون
اف‌وی۱۰۱ اسکورپیون (به انگلیسی: FV101 Scorpion) نوعی خودرو شناسایی زرهی یا تانک سبک بریتانیایی است. اسکورپیون خودرو پیشرو و دارای قابلیت آتش پشتیبان در بین هفت نوع خودرو رزمی شناسایی شنی‌دار (CVR-T) ارتش بریتانیا محسوب می‌شد که در دهه ۱۹۶۰ در کمپانی آلویس طراحی و از سال ۱۹۷۳ وارد ارتش بریتانیا شد. در مجموع بیش از ۳ هزار دستگاه اسکورپیون ساخته شد. این تانک سبک تا سال ۱۹۹۵ در ارتش بریتانیا در حال فعالیت بود و هم‌اکنون نیز استفاده از آن در برخی ارتش‌های دیگر دنیا از جمله ایران، ایرلند ، فیلیپین و بوتسوانا به عنوان خودرو زرهی شناسایی و تانک سبک ادامه دارد.
اسکورپیون واژه‌ای انگلیسی از ریشه یونانی به معنی عقرب است. انتخاب این نام به دلیل شکل ظاهری این خودرو است که با قرار گرفتن برجک و توپ در قسمت عقب خودرو به عقرب شباهت پیدا کرده‌است.
سلاح اصلی این خودرو جنگی توپ کم‌شتاب ۷۶ میلی‌متری با ۴۰ تا ۴۲ گلوله است که یک تیربار ۷٫۶۲ ال۷ با ۳ هزار فشنگ نیز هم‌محور با آن قرار داده شده‌است و دو نارنجک‌انداز دودزا نیز در طرفین خودرو قرار گرفته‌اند. موتور اصلی این خودرو موتور بنزینی ۶ سیلندر ایکس‌کا۶ جگوار بود که سپس با موتور دیزلی کامینز و پرکینز جایگزین شد. در ارتش ایرلند این موتور با موتور پرقدرت‌تر ۶ سیلندر دیزلی اشتایرموتورز ام۱۶ جایگزین شده‌است.

## انواع
- اسکورپیون ۹۰ یا اسکورپیون ۲ مدل دیگر این خودرو است که با توپ پرقدرت‌تر ۹۰ میلی‌متری با لوله بلندتر برای بازار صادراتی ساخته شده تا قابلیت ضد تانک بهتری به این خودور ببخشد.
- خودرو شناسایی زرهی توسن که مقامات ایران یک بار در سال ۱۳۷۶ و بار دیگر در سال ۱۳۸۷ اعلام کردند که تولید انبوه آن را آغاز کرده‌اند. این خودرو برگرفته از اسکورپیون است اما به جای توپ ۷۶ م‌م از توپ ۹۰ میلی‌متری استفاده می‌کند و یک پرتابگر موشک تاو نیز بر روی آن نصب شده‌است.[۱]

## کاربران

کاربران اسکورپیون (و اسکورپیون۹۰، اسیمیتار و سابر). کاربران سابق به رنگ تیره.

- بریتانیا: ۱۵۰۰ (در ۱۹۹۵ از خدمت خارج شد)
- بلژیک: ۷۰۱
- بولیوی: ۲۰
- بوتسوانا: ۶۰
- برونئی: ۱۶
- شیلی: ۳۰
- هندوراس: ۱۹
- اندونزی: ۱۰۰
- ایران: ۲۵۰ دستگاه در سال ۱۹۷۸ خریداری شد. ۸۰ دستگاه فعال در سال ۲۰۱۰[۲]
- جمهوری ایرلند: ۱۴
- اردن: ۸۰
- مالزی: ۲۶
- نیوزیلند: ۲۶
- نیجریه: ۱۰۰
- عمان: ۱۲۰
- فیلیپین: ۴۱
- اسپانیا: در سال ۲۰۰۹ از خدمت خارج شد.
- تایلند: ۱۵۴
- تانزانیا: ۴۰
- توگو: ۱۲
- امارات متحده عربی: ۷۶
- ونزوئلا: ۸۰